# Varencya varia
Varencya varia är en skalbaggsart som beskrevs av Dewailly 1950. Varencya varia ingår i släktet Varencya och familjen Melolonthidae. Inga underarter finns listade i Catalogue of Life.